# Garda (mitologia)
In mitologia, Garda era la figlia del fiume Benaco e si sposò con il fiume Sarca dando origine così al Lago di Garda.

## Storia
Garda, una delle figlie del dio fiume Benaco e sorella di Limone e Gameo, fu notata dal dio fiume Sarca mentre questa si stava lavando. Innamoratosi perdutamente, Sarca si recò dal padre della ninfa chiedendole di sposarsi. Benaco accettò, a patto però che le acque di Sarca e Garda si unissero dando origine al Lago di Garda, per l'appunto. Dall'unione sarebbe poi nato Mincio che avrebbe originato l'omonimo fiume.